# Clostridium sordellii
Clostridium sordellii  (лат.) — вид бактерий рода клостридий. Впервые их выделил аргентинский микробиолог Альфредо Сорделли в 1922 году у больного газовой гангреной человека. Этот микроорганизм расценивали как патогенный вариант Clostridium bifermentans серовара В.

## Морфология
Clostridium sordellii — полиморфная палочка с закругленными концами длиной 3—8 и шириной 1,2—1,5 мкм. Капсулу не синтезирует, образует овальные, центральные или субтерминальные споры, обнаруживаемые в культурах. Имеет жгутики: перитрих, наиболее подвижен в молодых культурах. По Граму окрашивается положительно. Бактерии располагаются изолированно и по 2—3 клетки, редко цепочками.